# Call Your Friends
«Call Your Friends» (Поклич своїх друзів)  — перший сингл поп-панк гурту Zebrahead з однойменного альбому «Call Your Friends», виданий у липні 2013 року. До пісні був відзнятий відеокліп.

## Обкладинки
Обкладинка синглу зображує чоловіка у костюмі ведмедя, що читає журнал, сидячи у туалеті. В той-же час однойменний альбом має декілька версій обкладинки, що відрізняються кольором фону.

## Відеокліп
Відео до пісні «Call Your Friends» було представлене 12 липня 2013 року. На початку відео реп-вокаліст Алі Табатабаї телефонує до двох дівчат та просить їх покликати друзів на вечірку. Після цього на відео показано вечірку та учасників гурту, що грають у сусідній кімнаті.
Основну увагу приділено друзям колективу, що «відриваються» на вечірці та застосовують кальян (також помічений чоловік у костюмі ведмедя, якого зображено на офіційній обкладинці).